# ヴァッロ・デッラ・ルカーニア
ヴァッロ・デッラ・ルカーニア（伊: Vallo della Lucania）は、イタリア共和国カンパニア州サレルノ県にある、人口約8,400人の基礎自治体（コムーネ）。

## 地理

### 位置・広がり

#### 隣接コムーネ
隣接するコムーネは以下の通り。
- カンナロンガ
- カステルヌオーヴォ・チレント
- チェラーゾ
- ジョーイ
- モーイオ・デッラ・チヴィテッラ
- ノーヴィ・ヴェーリア
- サレント

## 行政

### 分離集落
ヴァッロ・デッラ・ルカーニアには、以下の分離集落（フラツィオーネ）がある。
- Angellara, Massa, Pattano